# Казмеж (гмина)
Казмеж (пол. Kaźmierz) — сельская гмина (уезд) в Польше, входит как административная единица в Шамотульский повет, Великопольское воеводство. Население — 7417 человек (на 2008 год).

## Сельские округа
1. Бытынь
2. Витковице
3. Гай-Вельки
4. Горшевице
5. Дольне-Поле
6. Казмеж
7. Коморово
8. Копанина
9. Кёнчин
10. Млодаско
11. Нова-Весь
12. Перско
13. Пулько
14. Радзыны
15. Серпувко
16. Сокольники-Вельке
17. Сокольники-Мале
18. Хлевиска

## Соседние гмины
1. Гмина Душники
2. Гмина Рокетница
3. Гмина Тарново-Подгурне
4. Гмина Шамотулы